# 梦幻之星II 不归的终点
《梦幻之星II 不归的终点》是一款在Mega Drive发行的角色扮演游戏。游戏最先于1989年3月在日本发行，之后于1990年在欧洲和北美地区发行。
本游戏是梦幻之星系列的第二作。游戏的剧情与《梦幻之星》类似。
《梦幻之星II》在当时是一个具有里程碑的游戏。根据《任天堂力量》所述，它具有众多个第一。